# Caleb Houstan
Caleb Houstan (Mississauga, 9 gennaio 2003) è un cestista canadese, professionista nella NBA con gli Atlanta Hawks.

## High school
Per i primi tre anni di high school, Houstan frequenta la Montverde Academy di Montverde, in Florida. Da matricola, contribuisce a portare gli Eagles a un record di 22-3 e alla semifinale del campionato nazionale. Al secondo anno, tiene le medie di 10,0 punti, 3,5 rimbalzi e 1,2 assist con il 53,1% da tre punti, aiutando gli Eagles a conseguire un perfetto record di 25-0, prima dell'interruzione della stagione causa della pandemia di COVID-19. Nonostante l'interruzione, però, Montverde viene dichiarata campione nazionale. Houstan era l'unico non senior a partire titolare, n un roster che comprendeva futuri giocatori NBA come Scottie Barnes, Cade Cunningham, Moses Moody, Day'Ron Sharpe e Dariq Whitehead. Il 17 luglio 2020, Houstan annuncia la decisione di rinunciare al suo ultimo anno, così da diplomarsi anticipatamente e rientrare nella classe 2021
Da junior, nell'ultima stagione liceale disputata, contribuisce a portare gli Eagles a un record di 21-1. L'unica sconfitta arriva il 5 febbraio 2021, quando la Sunrise Christian Academy sconfigge Montverde per 66–69 ai tempi supplementari, ponendo fine alla striscia di vittorie più lunga del basket liceale (44 partite). Houstan chiude la gara con 19 punti e 10 rimbalzi. Montverde si qualifica come primo seed nell'edizione inaugurale del NIBC (National Interscholastic Basketball Conference), torneo a cui partecipano le migliori squadre del paese). Montverde avanza fino alla finale, dove sconfigge la Sunrise Christian Academy per 61–57, vincendo la manifestazione.
Viene selezionato per il McDonald's All-American Game, non disputatosi a causa della pandemia, diventando il primo giocatore di Michigan a fare ciò da Daniel Horton nel 2002.

## College
Considerato dai principali siti specializzati come il miglior prospetto della Florida, e il 12º miglior prospetto della classe 2021 da 247Sports, Houstan accetta la borsa di studio dell'Università del Michigan, rifiutando le offerte di Alabama, Duke e Virginia. Houstan diventa così la recluta con il ranking più alto nell'era moderna a scegliere Michigan.
Houstan debutta il 10 novembre 2021 nella vittoria contro Buffalo, dove, partendo da titolare, mette a referto 11 punti, 6 rimbalzi e 2 assist.

## Nazionale
Houstan ha rappresentato il Canada al FIBA Under-16 Americas Championship 2019 a Belém, in Brasile, partendo titolare in tutte e sei le partite e giudando il Team Canada in punti segnati, classificandosi secondo assoluto nel torneo, con una media di 22,8 a partita, e aggiungendoci 5,3 rimbalzi, 2,0 assist e 1,7 palle rubate. Il Canada ha portato a casa la medaglia d'argento. In semifinale, contro la Repubblica Dominicana, Houstan ha guidato il Canada con 29 punti, battendo il record per il maggior numero di punti in una partita di un canadese al FIBA Americas Under-16 Championship . Dopo la sua eccezionale prestazione, Houstan è stato nominato nella squadra All-Star Five e All-Tournament.
Houstan avrebbe dovuto rappresentare il Canada alla Coppa del Mondo U17 del 2020 e al Campionato FIBA America U18. Entrambi gli eventi sono stati tuttavia rinviati a causa della pandemia di COVID-19.
Houstan ha poi rappresentato il Canada alla Coppa del mondo di basket Under 19 FIBA del 2021 . Ha realizzato17 punti di media, 5,7 rimbalzi e 2,4 assist di media a partita, portando la sua squadra alla medaglia di bronzo.

## Statistiche

### NCAA
| Anno      | Squadra             | PG | PT | MP   | TC%  | 3P%  | TL%  | RP  | AP  | PRP | SP  | PP   |
| --------- | ------------------- | -- | -- | ---- | ---- | ---- | ---- | --- | --- | --- | --- | ---- |
| 2021-2022 | Michigan Wolverines | 34 | 34 | 32,1 | 38,4 | 35,5 | 78,3 | 4,0 | 1,4 | 0,7 | 0,2 | 10,1 |
| Carriera  | Carriera            | 34 | 34 | 32,1 | 38,4 | 35,5 | 78,3 | 4,0 | 1,4 | 0,7 | 0,2 | 10,1 |

#### Massimi in carriera
- Massimo di punti: 21 (2 volte)[13]
- Massimo di rimbalzi: 10 (2 volte)
- Massimo di assist: 4 (3 volte)
- Massimo di palle rubate: 3 vs Iowa (3 marzo 2022)
- Massimo di stoppate: 2 vs Tarleton State (10 volte)
- Massimo di minuti giocati: 39 vs Seton Hall (16 novembre 2021)

### NBA

#### Regular Season
| Anno      | Squadra       | PG  | PT | MP   | TC%  | 3P%  | TL%  | RP  | AP  | PRP | SP  | PP  |
| --------- | ------------- | --- | -- | ---- | ---- | ---- | ---- | --- | --- | --- | --- | --- |
| 2022-2023 | Orlando Magic | 51  | 4  | 15,9 | 36,3 | 33,8 | 83,3 | 1,9 | 0,6 | 0,2 | 0,1 | 3,8 |
| 2023-2024 | Orlando Magic | 59  | 13 | 13,8 | 38,8 | 37,3 | 80,8 | 1,4 | 0,5 | 0,3 | 0,1 | 4,3 |
| 2024-2025 | Orlando Magic | 58  | 6  | 13,6 | 42,1 | 40,0 | 88,2 | 1,3 | 0,6 | 0,4 | 0,1 | 4,1 |
| Carriera  | Carriera      | 168 | 23 | 14,4 | 39,1 | 37,2 | 83,6 | 1,5 | 0,6 | 0,3 | 0,1 | 4,1 |

#### Playoffs
| Anno     | Squadra       | PG | PT | MP  | TC%  | 3P%  | TL% | RP  | AP  | PRP | SP  | PP  |
| -------- | ------------- | -- | -- | --- | ---- | ---- | --- | --- | --- | --- | --- | --- |
| 2024     | Orlando Magic | 3  | 0  | 4,7 | 50,0 | 50,0 | -   | 0,7 | 0,0 | 0,0 | 0,0 | 1,0 |
| 2025     | Orlando Magic | 5  | 0  | 9,4 | 14,3 | 20,0 | -   | 0,8 | 0,2 | 0,0 | 0,2 | 1,2 |
| Carriera | Carriera      | 8  | 0  | 7,6 | 18,8 | 25,0 | -   | 0,8 | 0,1 | 0,0 | 0,1 | 1,1 |

#### Massimi in carriera
- Massimo di punti: 21 vs Miami Heat (9 aprile 2023)[14]
- Massimo di rimbalzi: 7 vs Brooklyn Nets (28 novembre 2022)
- Massimo di assist: 3 vs Philadelphia 76ers (27 novembre 2022)
- Massimo di palle rubate: 2 vs Miami Heat (9 aprile 2023)
- Massimo di stoppate: 2 vs New York Knicks (23 marzo 2023)
- Massimo di minuti giocati: 34 vs Miami Heat (9 aprile 2023)

### G League
| Anno      | Squadra        | PG | PT | MP   | TC%  | 3P%  | TL%  | RP  | AP  | PRP | SP  | PP   |
| --------- | -------------- | -- | -- | ---- | ---- | ---- | ---- | --- | --- | --- | --- | ---- |
| 2022-2023 | Lakeland Magic | 12 | 1  | 29,4 | 40,8 | 36,6 | 91,3 | 5,0 | 1,6 | 0,7 | 0,3 | 16,3 |
| 2024-2025 | Osceola Magic  | 3  | 3  | 33,4 | 38,1 | 31,4 | 66,7 | 5,7 | 2,7 | 1,0 | 0,7 | 15,7 |
| Carriera  | Carriera       | 15 | 4  | 30,2 | 40,2 | 35,3 | 92,0 | 5,1 | 1,8 | 0,7 | 0,3 | 16,1 |

## Palmarès

### Squadra

#### High school
- NIBC Tournament (2021)

### Nazionale
- FIBA Americas Under-16 Championship (2019)
- FIBA Under-19 World Cup (2021)

### Individuale

#### High school
- Gatorade Florida Player of the Year (2021)
- McDonald's All-American (2021)
- Jordan Brand Classic (2021)